# Libri Feudorum

Přední strana knihy In usus feudorum commentaria od Balda de Ubaldise, která se libri feudorum zabývá

Libri Feudorum je sbírka feudálních obyčejů pocházející z Lombardie z 12. století. Toto dílo si ve své době získalo široké uznání jako souhrn různých pravidel upravujících vztah mezi pánem a vazalem. Již ve 12. století bylo začleněno do ius commune - glosátoři ho připojovali k justiniánské kodifikaci. Jedná se o příklad rostoucí racionalizace práva ve vrcholném středověku, zároveň jde o příklad prolínání římskoprávních konceptů s místním právem.
J. G. A. Pocock poznamenal, že „lombardský feudalismus měl v Libri Feudorum jedinou písemnou systematizaci feudálního práva, která se stala součástí obecného právního dědictví Evropy.“